# Pečeť

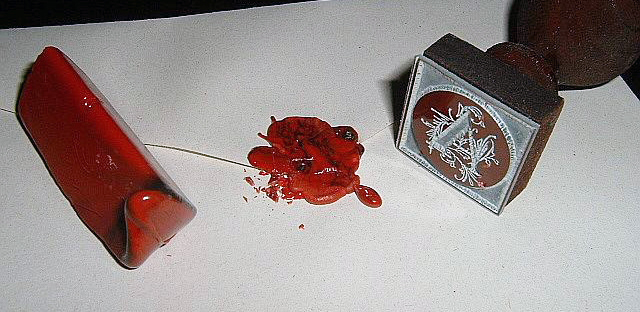
Pečetní vosk, pečeť na obálce a pečetidlo

Pečeť (latinsky sigillum) je grafické znamení vytištěné, vytlačené či připevněné na písemnosti (nebo jiném předmětu). Slouží k ověření jeho pravosti. Pečeť na sobě obvykle nese grafický zpracovaný symbol totožnosti majitele. Razidlo, kterým se pečeti dodává její grafická podoba, se označuje jako pečetidlo nebo pečetní typář. Dle Karla Müllera je považováno za typář i kovové razítko, kdy rozdíl mezi ním a „klasickým“ pečetidlem je ve způsobu provedení řežby typářové destičky a ve způsobu otiskování, přičemž funkce zůstává stejná.
Studiem pečetí se zabývá sfragistika, jedna z pomocných věd historických. Její základy položil na konci 17. století německý pastor Johann Michael Heineccius. Určitou dobu byla považována za součást sémiotiky – nauky o znameních na listinách.
Etymologie slova pečeť je nesporně slovanská. Souvisí s cejchováním, vypálením znaku. Tyto vlastnické a rozlišovací značky na kůži zvířat, na domech, na rybářských lodích, na kmenech stromů, apod. jsou aplikovány v různých kulturách dodnes. Tento název ovlivnil jeden z německých výrazů pro pečeť – Petschaft či maďarského pecsét. Většina evropských jazyků však používá slova vycházející z původního latinského sigillum či řeckého sfragis.

## Funkce pečetí
Uzavírací
Pečeť uzavírala a fyzicky chránila dokument. Pro prvotní otevření dokumentu bylo potřeba pečeť zlomit či jinak poškodit. Při aplikaci pečeti hovoříme o zapečetění.
Pověřovací
Pečeť sloužila jako doklad pověření osoby, jež se jí prokazovala.
Ověřovací
Pečeť svou přítomností slouží jako prostředek prokazující pravost příslušného dokumentu a jako prvek proti jeho zfalšování. V souvislosti s tím hovoříme o zpečetění.

## Vnější znaky pečetí

### Pečetní látka
Pečetní látka musí být dostatečně pružná a pevná kvůli schopnosti otisknout do ní typář a otisk uchovat. V českých zemích se používalo vosku, na jih od Alp se z důvodu klimatických podmínek používaly kovové (olověné, zlaté) buly. Pečeti vycházejí také z místní tradice a místních zdrojů surovin (např. v Mezopotámii byla jako nejstarší pečetní látka používána hlína) a také z ceny pečetních materiálů. Nejstarší hliněné otisky nalezneme již od 4. tisíciletí př. n. l., v arabském světě se hlína používala až do 8. století našeho letopočtu. Původní pečetní vosk byl včelí s různými příměsemi, od 17. století dodnes se používá španělský pečetní lak (základem jsou přírodní pryskyřice – šelak).
Barva pečetí může být různá, od přírodních přes červenou, zelenou po černou. Barva závisí na použitém přídavku do pečetního vosku. U černých vosků to byly saze, u zelených měděnka a u červených pečetí rumělka. Barvení pečetí se objevuje od 12. století v Anglii a barva je prvním viditelným indikátorem významu vydavatele listiny. 
Nejcennější barvou je červená a ve středověku existovalo privilegium červeného vosku, které k použití červného vostku zpočátku opravňovalo pouze panovníky, poté následuje zelená, černá a přírodní. V této hierarchii lze nalézt také výjimky a to např. u francouzských králů, kteří pečetili své listiny zeleným pečetním voskem. Královská města zase používala vosku červeného na rozdíl od měst poddanských, která pečetila zeleně. Černou barvou pečetila církev, ve velké většině faráři, ale černý vosk používal také např. velmistr Řádu německých rytířů. Další používanou pečetní látkou bylo nezkvašené pšeničné těsto – tzv. oplatková pečeť (dává se pod kryt papíru). U úředních písemností, zejména v 19. století, se používalo tzv. slepé pečetění – otisk typáře do papíru.

### Tvar

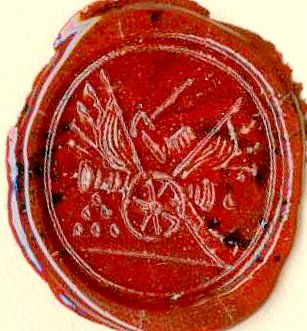
Otisk pečeti Lustig von Eberswald

U pečetí existuje celá řada různých tvarů, od klasických kulatých přes oválné (většinou prstenové) až po víceboké, pečeti ve tvaru čtyřlístku, hrušky apod. V českých zemích se objevují také štítovité pečeti – to jsou většinou pečeti městské, ale výjimečně také mohou být i šlechtické.

### Velikost
Stejně jako u tvarů rozlišujeme rozsáhlé spektrum i u velikostí pečetí. Nejmenší dosahují rozměrů okolo 10 mm, největší až 150 mm. U nejstarších merovejských listin je pečeť připevněna v pravém dolním rohu skrz pergamen, později je pečeť přivěšena mimo listinu a její velikost se tedy může zvětšovat. Buly jsou díky váze kovu, ze kterého jsou vyrobeny, podstatně menší, asi kolem 40 mm.

### Připevnění pečeti
Pečeť může být k dokumentu přitištěna (hlavně v novověku), kromě toho se také často setkáváme s jejím přivěšením nebo zavěšením:
- Přivěšení: Pečeť visí na pergamenovém proužku (není součástí psací látky) zavěšeném na plice (ohnutý spodní okraj na pergamenu).
- Zavěšení: V prostředí českých zemí je méně časté, používá se k němu menších pečetí a pečeť visí na nastřiženém pergamenovém proužku, který je naopak součástí psací látky listiny.

U významnějších listin, kde hrozilo při jejich manipulací či stářím poškození, se pro visící pečeti zhotovovala speciální pouzdra, vyrobená nejčastěji ze dřeva či kovu, která měla za úkol celou pečeť chránit před nepříznivými vlivy či fyzickým poškozením.

### Typ pečetního obrazu
Zakladatel vědecké sfragistiky v Německu a přední heraldik kníže Bedřich Karel I. z Hohenlohe-Waldenburgu vytvořil základní typologii dělení pečetí do pěti skupin:
1. Typ nápisový
  - nápis – v pečetním poli
  - opis – po obvodu
  - exergue – na pečetní hraně
2. Typ obrazový – v pečetním poli se nachází obraz – předmět, symbol, mytická bytost atd.; ne ovšem majitel pečeti
  - topografický – architektura; stavby nebo stavební prvky
  - věcný – námětem obrazu je předmět, rostlina, zvíře, výrobek, výrobní nástroj
  - hagiografický – (církevní motiv, církevní scéna, atributy)
  - fantastický – (bájné scény, mytická zvířata)
3. Typ portrétní – v pečetním poli se nachází portrét
  - majestátní typ
  - jezdecký typ – rytířský, válečný, lovecký, slavnostní (žena na koni) – hlavně v západní Evropě
  - antický typ (jen hlava s poprsím)
  - pěší typ
  - pontifikální typ – zobrazuje církevního hodnostáře jako majitele pečeti
4. Typ erbovní – součástí pečetního pole je erb nebo jeho součásti
  - kompletní erb – s honosnými kusy
  - úplný erb – bez honosných kusů
  - neúplný erb – štít se znamením, který je jen znamení
5. Typ kombinovaný – vše ostatní, co nelze zařadit jinam

### Pečetní legenda
Pečetní legenda je text, který je součástí grafického provedení pečeti. Je stejně důležitá jako pečetní obraz, s nímž je také spojována. V západní části Evropy se jako jazyk používá latina, ve východní části řečtina. Ve vrcholném středověku se objevují také národní jazyky, nejstarším je francouzština objevující se v 11. a 12. století. V českých zemích se od 80. let 13. století ojediněle objevují čeština a němčina. Nejstarším písmem na pečetích byla kapitála, v době gotiky se objevují unciální prvky. Jméno majitele a jeho tituly se uváděly v nominativu, později se objevilo slovo Sigillum (latinsky pečeť), které se postupem doby proměnilo pouze v písmeno S. V technickém přepisu se oddělují jednotlivé řádky textu pečetní legendy lomítkem.

## Typy pečetí

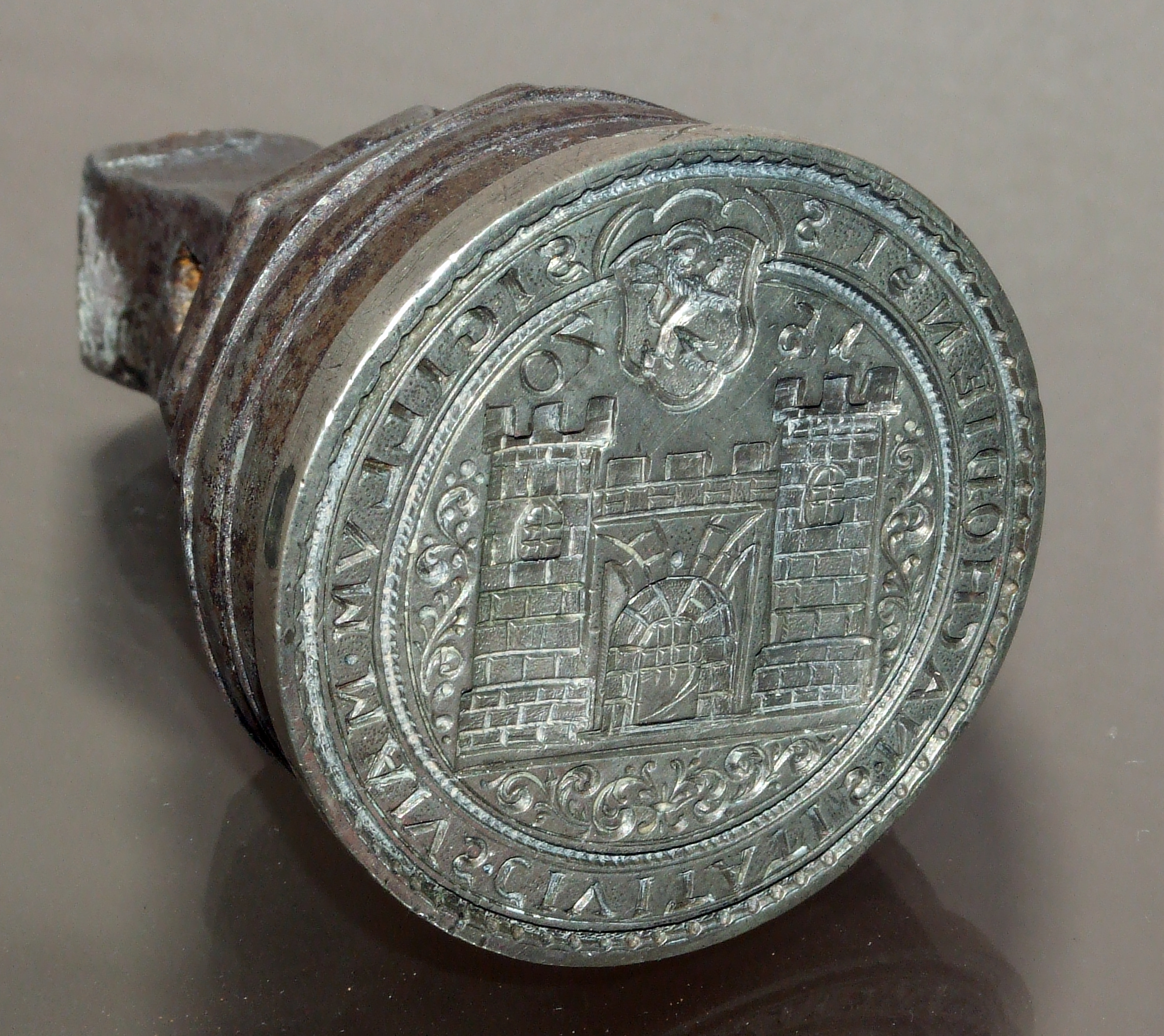
Typář pečeti města Náchoda z roku 1570

- Velká pečeť – v panovnických kancelářích nazývaná také majestátní, jindy případně označovaná také jako sigillum maius, magnum, authenticum. Považována za pečeť hlavní, z toho pramení její často velmi značné rozměry a okázalé grafické zpracování. Vyhrazena pro nejvýznamnější panovnické písemnosti trvalé platnosti a zvláštní závaznosti, tzv. diplomy. Měly stejnou právní závaznost jako panovnické zlaté buly nebo papežské olověné buly.

- Menší pečeť – rovněž také sigillum minus, parvum, secretum. Sloužila jako pečeť menší významové hodnoty a méně hodnotných písemností. S ní bylo pečetěno větší množství materiálu. Rovněž byla používána jako pečeť uzavřeně expedovaných písemnosti a jako pečeť zvláštních funkcí např. sigillum ad contractus (jednoduché úřední smlouvy), sigillum hereditatorum (dědické smlouvy).

- Sekret – sigillum secretum. Objevuje se ve 12. století v Anglii, odkud se během století následujícího šíří dál do Evropy. Pečeť malých rozměrů. Zpočátku sloužila v roli rubní pečeti, později se její význam přesouvá do oblastí pečetí osobních a pro pečetění tajných záležitostí. Samostatně bez právní závaznosti.

- Rubní pečeť – contrasigillum. Otištěná na reversu dvoustranné pečeti. Její funkcí bylo zabraňovat falšování pečetí, proto byly často oba typáře uchovávány odděleně.

- Signet – zcela osobní pečeť. Pečetila tajné dokumenty a soukromou korespondenci. Objevuje se ve 13. století, šíří se o století později a v patnáctém století dochází k ustálení obrazu v pečetním poli. Nejčastěji iniciály majitele, případně erb. Většinou podoba pečetního prstenu.

- Pečeť sdružená – pečeť, kterou společné užívá více osob dohromady, které jsou spolu v právním vztahu, nejčastěji manželé či sourozenci, společně vydávající písemnosti.

### Zvláštní druhy pečetí
Mezi zvláštní druhy pečetí úzce vázané na své prostředí, zejména v církevní hierarchii, lze jmenovat např. rybářský prsten používaný papeži k uzavíraní tajné korespondence a v pozdější době k pečetění papežských breve nebo tzv. elekční pečeti tj. pečeti ještě nevysvěcených biskupů. V českém prostředí jsou nejznámější elekční pečeti olomouckého biskupa Bruna ze Schauenburku používané v letech 1245–1247.
V období zejména 18. století, kdy došlo k prudkému nárůstu diplomatického materiálu a bylo by velmi nákladné a zdlouhavé připravovat celý proces pečetění, používalo se u velké většiny méně významných písemností místo klasické pečeti pouhého nakreslení kruhu, do kterého byla vepsána písmena L.S. jako zkratka latinského locus sigilli, případně locus sigillorum, což v překladu znamená "místo pečeti". Zpravidla poté následoval ještě podpis vyhotovitele nebo kompetentní osoby.